# جون باول فرانك
جون باول فرانك (بالإنجليزية: John Paul Frank)‏ هو كاتب أمريكي، ولد في 10 نوفمبر 1917 في أبلتون في الولايات المتحدة، وتوفي في 7 سبتمبر 2002 في سكوتسديل في الولايات المتحدة.